# Ala Talkach
Ala Talkach –en bielorruso, Ала Талкач– (Vítebsk, 20 de julio de 1989) es una deportista bielorrusa que compitió en biatlón. Ganó una medalla de oro en el Campeonato Europeo de Biatlón de 2014, en la prueba por relevos.

## Palmarés internacional
| Campeonato Europeo | Campeonato Europeo           | Campeonato Europeo | Campeonato Europeo |
| Año                | Lugar                        | Medalla            | Prueba             |
| ------------------ | ---------------------------- | ------------------ | ------------------ |
| 2014               | Nové Město (República Checa) | Medalla de oro     | Relevos            |